# Källevattnet (Herrestads socken, Bohuslän)
Källevattnet är en sjö i Uddevalla kommun i Bohuslän och ingår i Örekilsälvens huvudavrinningsområde. Sjöns area är 0,0095 kvadratkilometer och den är belägen 140 meter över havet.